# Plumatella similirepens
Plumatella similirepens is een mosdiertjessoort uit de familie van de Plumatellidae. De wetenschappelijke naam van de soort is voor het eerst geldig gepubliceerd in 2001 door Wood.